# Невмивака Дмитро Васильович
Дмитро́ Васи́льович Невмива́ка (нар. 19 березня 1984, Запоріжжя) — український футболіст, захисник, у минулому — гравець молодіжної збірної України.

## Клубна кар'єра
Вихованець запорізьких ДЮСШ «Кристал» та футбольної школи клубу «Металург». 2001 року розпочав професійні виступи у складі «Металурга-2», а 17 серпня 2003 року дебютував у складі основної команди запорізького клубу у матчах вищої ліги чемпіонату України. У цій дебютній грі проти київського «Динамо», що завершилася нічиєю 2:2, Невмивака провів на полі 20 хвилин та відзначився забитим голом.

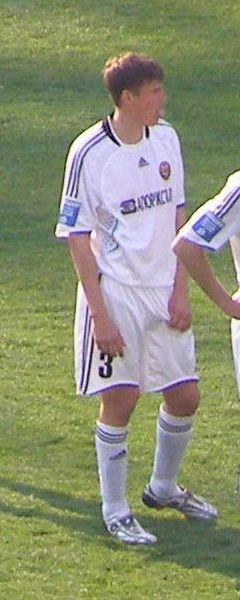
Дмитро Невмивака під час виступів за «Металург». 26 квітня 2009 року

9 грудня 2010 року, керівництво, беручи до уваги заслуги Дмитра, який вірою і правдою служив Металургу протягом дев'яти сезонів, вирішило піти назустріч побажанням гравця і надало йому статус вільного агента, попри те, що Дмитро в останні сезони був одним з лідерів команди..
Незабаром Невмивака підписав контракт з маріупольським «Іллічівцем», де протягом наступних півтора сезонів був основним гравцем команди, зігравши у 30 матчах і забивши свій перший гол в еліті у ворота київського «Арсенала».
Наприкінці липня 2012 року Невмивака отримав важку травму, після якої довелося оперувати хрестоподібну зв'язку коліна. З того часу футболіст довгий час проходив курс реабілітації, який затягнувся на рік. Після відновлення у вересні 2013 року головний тренер «азовців» Микола Павлов заявив, що не розраховує на футболіста і відправив у дубль до завершення контракту у грудні.
У грудні Невмивака провів п'ять днів на зборах з одеським «Чорноморцем», але контракт підписаний не був і у січні підписав контракт з білоруським «Гомелем».
У червні 2016 року було повідомлено про перехід гравця до складу «Тернополя», але зрештою він повернувся до аматорського клубу «Таврія-Скіф».

## Виступи за збірні
Протягом 2004—2006 років провів 13 ігор за молодіжну збірну України, забив у її складі 1 гол.
Перебував у складі збірної під час фінальної частини молодіжного чемпіонату Європи 2006 року, по результатах якої збірна України виборола срібні нагороди, однак жодного разу у рамках матчів фінальної частини чемпіонату на поле не виходив.

## Допінг-скандал
Після півфінальної гри молодіжного чемпіонату 2006 року проти збірної Сербії і Чорногорії Дмитро Невмивака, який провів цей матч на лаві запасних, був обраний для проходження допінг-контролю. По результатах аналізу у пробах гравця було виявлено заборонений до вживання компонент, що містився у лікарському препараті, який, за свідченням Невмиваки, він приймав за рекомендацією лікаря за місцем проживання, не повідомляючи лікарів клубу та збірною.
Покаранням за порушення допінгових вимог УЄФА стало відсторонення гравця від участі в офіційних змаганнях протягом 1 року.

## Досягнення
- Срібний призер молодіжного чемпіонату Європи: 2006
- Фіналіст Кубка України: 2006

## Виноски
1. ↑  «Металлург» З отпустил Невмываку. Архів оригіналу за 12 грудня 2010. Процитовано 9 грудня 2010.
2. ↑  Невмивака — гравець «Іллічівця». Архів оригіналу за 18 грудня 2010. Процитовано 12 грудня 2010.
3. ↑  Невмывака: «Нынешние сборы — самые сложные за мою карьеру». Архів оригіналу за 19 лютого 2014. Процитовано 1 лютого 2014.
4. ↑  Павлов: «Наши грузины возвращались из сборной четыре дня». Архів оригіналу за 27 січня 2014. Процитовано 1 лютого 2014.
5. ↑  Невмывака: «Потренировался пять дней с „Черноморцем“ — пока всё». Архів оригіналу за 22 січня 2014. Процитовано 1 лютого 2014.
6. ↑  Невмывака перебрался в Гомель. Архів оригіналу за 31 січня 2014. Процитовано 1 лютого 2014.
7. ↑  ФК «Тернопіль» підсилився гравцями Прем’єр-ліги.  Офіційний сайт ФК «Тернопіль» (14 червня 2016). Перевірено 14 червня 2016.
8. ↑  «Незнання законів не звільняє від відповідальності. На жаль…» [Архівовано 2007-12-19 у Wayback Machine.] — Новини на офіційному сайті «Металурга» (Запоріжжя), червень 2006.